# Bernhard Bang

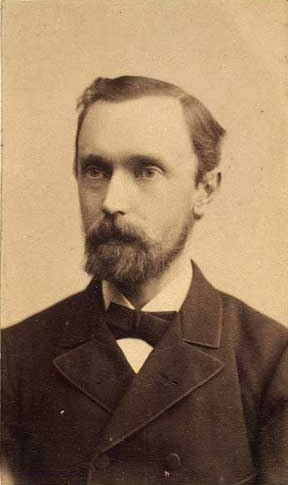
Bernhard Laurits Frederik Bang

Bernhard Laurits Frederik Bang (* 7. Juni 1848 in Sorø auf Seeland; † 22. Juni 1932 in Kopenhagen-Frederiksberg) war ein dänischer Mediziner, Tierarzt und Bakteriologe.

## Leben
Bernhard Bang war der Sohn des Lehrers und Leiters der Sorø Akademis lærde skole und späteren Titularprofessors Jacob Henrik Bang (1809–1899) und der Laura Louise Marie Josephine Moth (1814–1891).
Bang studierte in Kopenhagen bis 1872 Medizin und bis 1873 Tiermedizin. Er absolvierte die Königliche Veterinär- und Landwirtschaftsuniversität, wurde 1880 promoviert. Er unternahm Studienreisen zu europäischen Veterinärschulen und wurde Professor für Chirurgie an der tierärztlichen Schule in Kopenhagen. 1889 wurde er Professor für spezielle pathologische Anatomie.
Seit 1932 war er korrespondierendes Mitglied der Académie des sciences.

## Wirken
Bang beschäftigte sich bereits in den 1890er Jahren vor allem mit Infektionskrankheiten, insbesondere mit Maßnahmen zur Bekämpfung von Rindertuberkulose und Brucellose. Nach ihm als Entdecker ist die Brucellose auch als Bangsche Krankheit benannt worden. Im Jahr 1897 hatte Bang den „Bacillus abortus“ als Ursache des seuchenhaften Verwerfens der Rinder entdeckt. Bangs Arbeiten zur Rindertuberkulose ermöglichten effektive Techniken der Krankheitsbekämpfung, indem man die erkrankten Tiere isolierte.